# 臺灣人口普查
台灣人口普查從日治時期開始實行，至今為止共14次。首次普查於1905年（明治38年）實行，最近一次普查於2020年（民國109年）實行。
在日治時期共計7次普查，每5年實行一次，1905年與1915年稱為「臨時臺灣戶口調查」，1920年、1925年、1930年、1935年、1940年則稱為「國勢調查」。戰後時期原則上每10年實行一次，1956年稱為「戶口普查」，1966年、1980年、1990年、2000年稱為「戶口及住宅普查」，2010年、2020年稱為「人口及住宅普查」。

## 概要
| 排序 | 名稱                                 | 普查標準時間   | 調查類別             | 範圍與對象 | 調查結果   | 參考   |
| ---- | ------------------------------------ | -------------- | -------------------- | --- | ---------- | ------ |
| 1    | 明治38年第一次臨時臺灣戶口調查       | 1905年10月1日  |                      | 普查標準時刻居住在臺灣本島（不包括山地特別區之原住民人口）及澎湖列島之現在人口及軍事機關與住於營舍外之軍人眷屬。                                                                          | 3,039,751  | [ 1 ]  |
| 2    | 大正4年第二次臨時臺灣戶口調查        | 1915年10月1日  |                      | 普查標準時刻居住在臺灣本島（不包括山地特別區之原住民人口）及澎湖列島之現在人口及軍事機關與住於營舍外之軍人眷屬。                                                                          | 3,479,922  | [ 2 ]  |
| 3    | 大正9年第一回臺灣國勢調查            | 1920年10月1日  | 大規模調査           | 普查標準時刻居住在臺灣本島（不包括山地特別區之原住民人口）及澎湖列島之現在人口（包括軍人）。                                                                                              | 3,955,308  | [ 3 ]  |
| 4    | 大正14年第二回臺灣國勢調查           | 1925年10月1日  | 簡易調査             | 普查標準時刻居住在臺灣本島（不包括山地特別區之原住民人口）及澎湖列島之現在人口（包括軍人）。                                                                                              | 3,993,408  | [ 4 ]  |
| 5    | 昭和5年第三回臺灣國勢調查            | 1930年10月1日  | 大規模調査           | 普查標準時刻居住在臺灣本島及澎湖列島之現在人口（包括軍人）。 | 4,592,537  | [ 5 ]  |
| 6    | 昭和10年第四回臺灣國勢調查           | 1935年10月1日  | 簡易調査             | 普查標準時刻居住在臺灣本島及澎湖列島之現在人口（包括軍人）。 | 5,212,426  | [ 6 ]  |
| 7    | 昭和15年第五回臺灣國勢調查           | 1940年10月1日  | 大規模調査           | 普查標準時刻居住在臺灣本島及澎湖列島之現在人口（軍人採常住人口）。 | 5,872,084  | [ 7 ]  |
| 8    | 民國45年第一次臺閩地區戶口普查       | 1956年9月16日  | 全面普查             | 普查標準時刻居住在臺灣、澎湖、金門、馬祖地區境內之常住人口 （包括現役在營海陸空軍軍人及派駐國外之文武公務人員及其眷屬）及外僑（不包括各國駐華文武公務人員及其眷屬）。                     | 9,367,661  | [ 8 ]  |
| 9    | 民國55年第二次臺閩地區戶口及住宅普查 | 1966年12月16日 | 全面普查             | 普查標準時刻居住在臺灣、澎湖、金門、馬祖地區境內之常住人口 （包括現役在營海陸空軍軍人及派駐國外之文武公務人員及其眷屬）及外僑（不包括各國駐華文武公務人員及其眷屬）。                     | 13,505,463 | [ 9 ]  |
| 10   | 民國59年臺閩地區5%戶口及住宅抽樣調查 | 1970年12月16日 | 抽樣調查             | 普查標準時刻居住在臺灣、澎湖、金門、馬祖地區境內之常住人口（包括現役在營海陸空軍軍人及派駐國外之文武公務人員及其眷屬）及外僑（不包括各國駐華文武公務人員及其眷屬）。                      | 14,769,702 | [ 10 ] |
| 11   | 民國64年臺閩地區5%戶口及住宅抽樣調查 | 1975年12月16日 | 抽樣調查             | 普查標準時刻居住在臺灣、澎湖、金門、馬祖地區境內之常住人口（包括現役在營海陸空軍軍人及派駐國外之文武公務人員及其眷屬）及外僑（不包括各國駐華文武公務人員及其眷屬）。                      | 16,279,356 | [ 11 ] |
| 12   | 民國69年第三次臺閩地區戶口及住宅普查 | 1980年12月28日 | 全面普查             | 普查標準時刻居住在臺灣、澎湖、金門、馬祖地區境內之常住人口 （包括現役在營海陸空軍軍人及派駐國外之文武公務人員及其眷屬）及外僑（不包括各國駐華文武公務人員及其眷屬）。                     | 18,029,798 | [ 12 ] |
| 13   | 民國79年第四次臺閩地區戶口及住宅普查 | 1990年12月16日 | 全面普查             | 普查標準時刻在臺灣、澎湖、金門、馬祖地區境內之常住人口（包括政府派駐國外工作人員及其眷屬）與外僑（不包括各國駐華文武公務人員及其眷屬）。                                                  | 20,393,628 | [ 13 ] |
| 14   | 民國89年第五次臺閩地區戶口及住宅普查 | 2000年12月16日 | 全面普查             | 普查標準時刻在臺灣、澎湖、金門、馬祖地區境內之常住人口（包括政府派駐國外工作人員及其眷屬）與外籍人口（包括外籍勞工及僑民但不包括各國駐華文武公務人員及其眷屬）。                          | 22,300,929 | [ 14 ] |
| 15   | 民國99年人口及住宅普查               | 2010年12月26日 | 公務登記輔以抽樣調查 | 普查標準時刻在臺灣、澎湖、金門、馬祖地區境內之樣本普查區範圍內之常住人口（包括政府派駐國外工作人員與其眷屬）與外勞及外僑（不包括各國駐華文武公務人員及其眷屬），及其範圍內之所有住宅。    | 23,123,866 | [ 15 ] |
| 16   | 民國109年人口及住宅普查              | 2020年11月8日  | 公務登記輔以抽樣調查 | 普查區域範圍包括各直轄市、縣(市);凡普查標準時刻，在普查區域範圍內之常住人口（包括政府派駐國外工作人員與其眷屬、外勞及外僑，但不包括各國駐華文武公務人員及其眷屬）及住宅，均為本普查對象。 | 23,833,611 |        |